# Bidens ruyigiensis
Bidens ruyigiensis là một loài thực vật có hoa trong họ Cúc. Loài này được T.G.J.Rayner mô tả khoa học đầu tiên năm 1993.